# Âme en peine

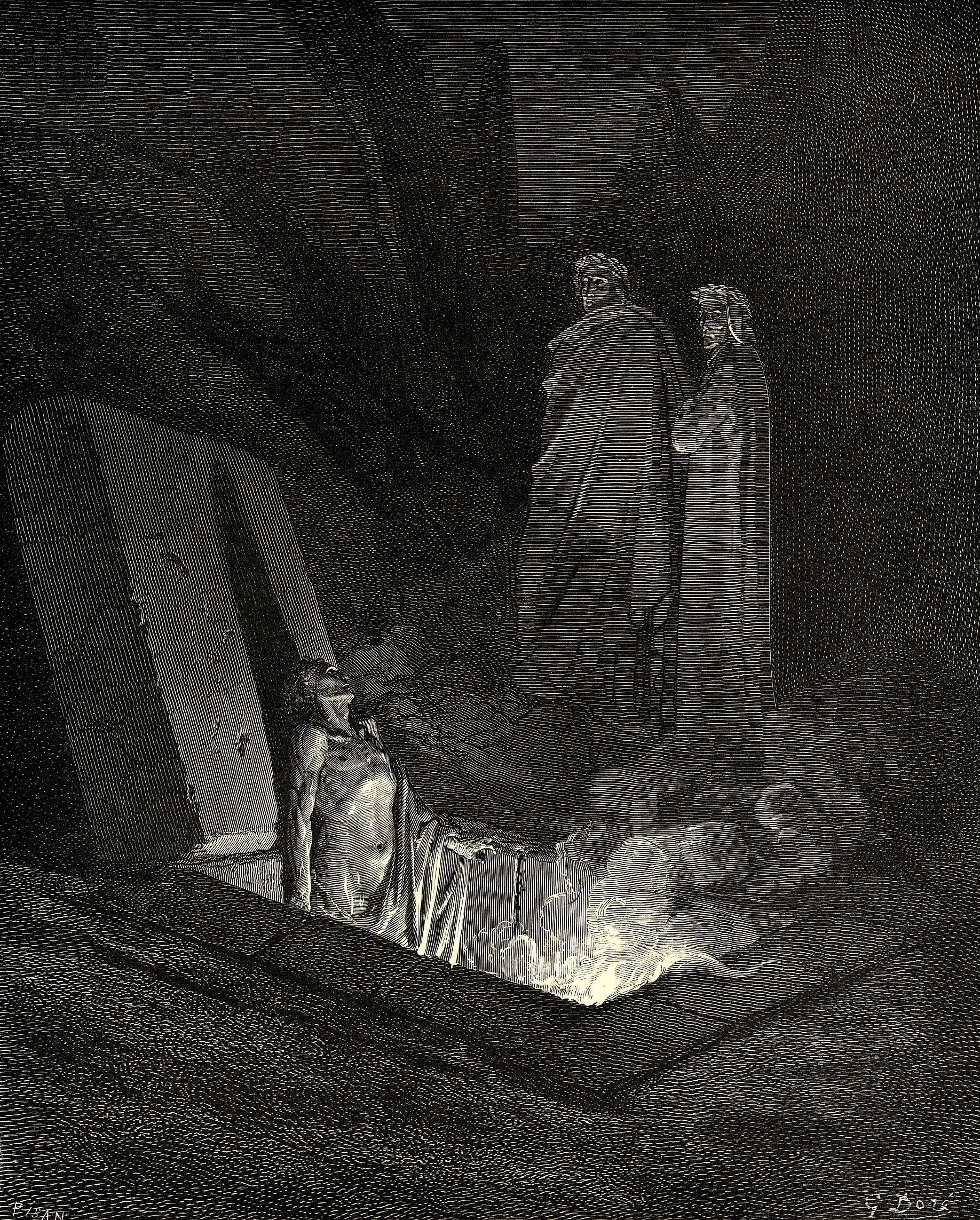
Gravure de Gustave Doré pour la Divine Comédie de Dante.

Une âme en peine est un défunt qui, en tant que créature fantastique a eu une mort par suicide. Son âme continue alors d'errer dans le monde des vivants sans avoir conscience d'être morte.
L'expression « errer comme une âme en peine » s'emploie pour qualifier le comportement d'une personne qui paraît seule, triste, désœuvrée, sans but.